# Postleitzahl (Andorra)
Im Fürstentum Andorra wurden die Postleitzahlen am 1. März 2004 eingeführt.
Das andorranische Wirtschaftsministerium, die spanische Post Correos – Sociedad Estatal Correos y Telégrafos, S.A und die französische Post La Poste in Andorra vereinbarten 2004 ein Postleitzahlenverzeichnis, um ein schnelles und automatisiertes Postverteilungssystem zu gewährleisten.
Die Postleitzahlen beginnen mit den Buchstaben „AD“ gefolgt von einer Nummerierung für jede Gemeinde, die der protokollarischen Rangordnung der Gemeinden entspricht. Dementsprechend sind die Postleitzahlen wie folgt festgelegt:
| Parròqia            | Postleitzahl |
| ------------------- | ------------ |
| Canillo             | AD100        |
| Encamp              | AD200        |
| Ordino              | AD300        |
| La Massana          | AD400        |
| Andorra la Vella    | AD500        |
| Sant Julià de Lòria | AD600        |
| Escaldes-Engordany  | AD700        |

Für Nutzer von Postfächern ändert sich die letzte Ziffer der jeweiligen Postleitzahl. Beispiel: eine Postfachadresse in La Massana hat dann die Postleitzahl AD401.
Im Ausland wurden die neuen Postleitzahlen von Andorra durch den Weltpostverein bekannt gemacht.